# Sideridis chersotoides
Sideridis chersotoides är en fjärilsart som beskrevs av Edward P. Wiltshire 1956. Sideridis chersotoides ingår i släktet Sideridis och familjen nattflyn. Inga underarter finns listade i Catalogue of Life.